# Comuna Penkiv, Kostopil
Penkiv (în ucraineană Пеньків) este o comună în raionul Kostopil, regiunea Rivne, Ucraina, formată din satele Briușkiv, Mareanivka, Oleksandrivka și Penkiv (reședința).

## Demografie
Componența lingvistică a comunei Penkiv
     Ucraineană (99,56%)
     Alte limbi (0,44%)
Conform recensământului din 2001, majoritatea populației comunei Penkiv era vorbitoare de ucraineană (99,56%), existând în minoritate și vorbitori de alte limbi.